# گوروانبولاگ (بایان‌خونگور)
گوروانبولاگ (به لاتین: Gurvanbulag) یک منطقهٔ مسکونی در مغولستان است که در استان بایان‌خونگور واقع شده‌است. گوروانبولاگ ۴٬۴۴۲ کیلومتر مربع مساحت دارد.